# Trochę wolniej (singel)
Trochę wolniej – pierwszy singel zespołu Ira promujący ósmą studyjną płytę Londyn 08:15. Premiera singla odbyła się w portalu Onet.pl 9 lipca 2007 roku. Parę dni później pojawił się również teledysk do utworu. Utwór został zamieszczony na szóstej pozycji na krążku, trwa 3 minuty i 27 sekund, i jest jednym z najkrótszych utworów znajdujących się na płycie. Singel został wydany jedynie drogą elektroniczną.
Tekst utworu opowiada o tym aby czasem zwolnić tempo, zastanowić się nad własnym życiem, nie brać udziału w tej szaleńczej gonitwie za karierą, pieniędzmi, itp. Autorem tego tekstu jest Wojciech Byrski, natomiast kompozytorem Mariusz Musialski.
Brzmienie utworu znacznie odbiega od tego co zespół zaprezentował na swojej poprzedniej studyjnej płycie Ogień wydanego w 2004 roku. Piosenka utrzymana jest w łagodnym popowym brzmieniu, połączonym z solówką gitarową w wykonaniu Marcina Bracichowicza. Utwór nawiązuje swym brzmieniem do klimatu zbliżonego do tego jaki panował na płycie Tu i Teraz z 2002 roku.
Mimo to utwór cieszy się dużym powodzeniem w stacjach radiowych, oraz TV gdzie często pokazywany jest teledysk. Zdania wśród fanów na temat utworu są podzielone. Jedni uważają ten utwór za komercjalizowanie się zespołu i odejście od dawnego rockowego stylu, drudzy natomiast zaakceptowali tę piosenkę.
Utwór jako jedyny z płyty Londyn 08:15 grany był na koncertach jeszcze przed oficjalnym wydaniem płyty. Podczas trasy promującej krążek utwór bardzo często był grany na koncertach. Zespół zagrał ten utwór także podczas specjalnego koncertu na Muzycznej Scenie Empiku, jaki się odbył 19 października w Warszawie.
Zespół nagrał także drugą wersję tego utworu, która jest dłuższa od wersji studyjnej. Trwa bowiem 3 minuty i 51 sekund. Druga wersja różni się wstępem utworu, oraz tym że nie posiada solówki gitarowej.  Obecnie Trochę wolniej jest często wykonywane na koncertach grupy.
Utwór Trochę wolniej zajął 12 miejsce na POPLiście w radiu RMF FM w zestawieniu "Przebój roku 2007".

## Teledysk
Clip do utworu kręcony był 23 maja w Warszawie. Zdjęcia do clipu trwały całą noc, kręcone były na parkingu przed centrum handlowym "Blue City". W teledysku gościnnie wystąpił znany tancerz, choreograf oraz prezenter telewizyjny, Michał Piróg. Premiera teledysku odbyła się 11 lipca w portalu onet.pl, a następnie w telewizji. Teledysk do dziś bardzo często emitowany jest w różnego rodzaju programach muzycznych.

## Lista utworów
1. "Trochę wolniej" – (Album version) – (M.Musialski – W.Byrski) – 3:27
2. "Trochę wolniej" – (Druga wersja) – (M.Musialski – W.Byrski) – 3:51

## Twórcy
Ira
- Artur Gadowski – śpiew, chórki
- Wojciech Owczarek – perkusja
- Piotr Sujka – gitara basowa, chór
- Piotr Konca – gitara, chór
- Marcin Bracichowicz – gitara

Muzycy sesyjni
- Piotr Matysiak – instrumenty perkusyjne

Pozostali
- Produkcja: Mariusz Musialski ("Elmariachi Management")
- Produkcja muzyczna: Marcin Limek
- Realizacja nagrań: Marcin Limek i Piotr Matysiak w Nine Six Studio Project
- Mix: Marcin Limek i Piotr Matysiak w Nine Six Studio Project
- Nagrań dokonano: 22 stycznia - maj 2007 w Studio K&K w Radomiu
- Mastering: Marcin Limek i Piotr Matysiak w Nine Six Studio Project
- Edycja komputerowa: Marcin Limek i Piotr Matysiak w Nine Six Studio Project

## Miejsca na listach przebojów
| Rok  | Lista                          | Pozycja |
| ---- | ------------------------------ | ------- |
| 2007 | POPLista RMF FM                | Nr. 1   |
| 2007 | Radio Bielsko                  | Nr. 2   |
| 2007 | Radio PiK                      | Nr. 13  |
| 2007 | Radio HIT FM                   | Nr. 14  |
| 2007 | Radio Zachód                   | Nr. 2   |
| 2007 | Radio Białystok                | Nr. 7   |
| 2007 | POPLista RMF FM (Przebój roku) | Nr. 12  |

## Notowania
| POPLista RMF FM | POPLista RMF FM | POPLista RMF FM | POPLista RMF FM | POPLista RMF FM | POPLista RMF FM | POPLista RMF FM | POPLista RMF FM | POPLista RMF FM | POPLista RMF FM | POPLista RMF FM | POPLista RMF FM | POPLista RMF FM | POPLista RMF FM | POPLista RMF FM | POPLista RMF FM | POPLista RMF FM | POPLista RMF FM | POPLista RMF FM | POPLista RMF FM | POPLista RMF FM | POPLista RMF FM | POPLista RMF FM | POPLista RMF FM | POPLista RMF FM | POPLista RMF FM | POPLista RMF FM | POPLista RMF FM | POPLista RMF FM | POPLista RMF FM | POPLista RMF FM | POPLista RMF FM | POPLista RMF FM | POPLista RMF FM | POPLista RMF FM | POPLista RMF FM | POPLista RMF FM | POPLista RMF FM | POPLista RMF FM | POPLista RMF FM | POPLista RMF FM |
| Tydzień         | 01              | 02              | 03              | 04              | 05              | 06              | 07              | 08              | 09              | 10              | 11              | 12              | 13              | 14              | 15              | 16              | 17              | 18              | 19              | 20              | 21              | 22              | 23              | 24              | 25              | 26              | 27              | 28              | 29              | 30              | 31              | 32              | 33              | 34              | 35              | 36              | 37              | 38              | 39              |                 |
| --------------- | --------------- | --------------- | --------------- | --------------- | --------------- | --------------- | --------------- | --------------- | --------------- | --------------- | --------------- | --------------- | --------------- | --------------- | --------------- | --------------- | --------------- | --------------- | --------------- | --------------- | --------------- | --------------- | --------------- | --------------- | --------------- | --------------- | --------------- | --------------- | --------------- | --------------- | --------------- | --------------- | --------------- | --------------- | --------------- | --------------- | --------------- | --------------- | --------------- | --------------- |
| Pozycja         | 20              | 12              | 7               | 10              | 6               | 3               | 1               | 7               | 15              | 7               | 13              | 7               | 14              | 8               | 3               | 2               | 10              | 2               | 7               | 2               | 4               | 16              | 6               | 1               | 4               | 11              | 4               | 13              | 10              | 2               | 11              | 9               | 4               | 10              | 16              | 9               | 16              | 19              | 19              |                 |

- Utwór na POPLiście zadebiutował na 20 miejscu, podczas 1455 notowania, które się odbyło 1 sierpnia 2007 roku.

| Pozycja | 35 | 40 | 35 | 31 | 33 | 33 |

- Utwór znajdował się na liście od 24 sierpnia do 28 września 2007 roku.

| Pozycja | 13 | 20 | 17 | 7 | 7 | 8 | 3 | 15 | 10 | 8 | 2 | 4 | 17 | 6 | 22 | 17 | 15 |

- Utwór znajdował się na liście od 29 lipca do 2 grudnia 2007 roku.